# Castell de les Torrocelles
El Castell de les Torrocelles o Sant Miquel de les Torrecelles (també escrit Torrocelles) és un antic castell i ermita al terme municipal de Llucena (Alcalatén, País Valencià), a tocar del terme d'Atzeneta del Maestrat. Es tracta d'un conjunt format per un petit castell i una ermita pertanyents a diferents èpoques, datats, almenys, a l'època musulmana. Actualment, l'ermita és una estació dels Pelegrins de les Useres.

## El castell
Torrecelles constitueix, en la seva forma bàsica, un original exemple de construcció militar i religiosa cristiana medieval, el qual, en successius períodes, ha anat sofrint diverses ampliacions i remodelacions, que han contribuït a configurar el seu heterogeni aspecte actual. El conjunt, emplaçat estratègicament en l'extrem d'una estreta vall pel qual discorre el camí que connecta Llucena i Atzeneta, té davant el castell atzenetí, a dos quilòmetres de distància, i que passa per ser l'altra contribució defensiva situada a l'extrem oposat de la mateixa vall. Ambdues edificacions marcaven i defensaven les fronteres territorials dels poderosos castells d'Alcalatén i de Culla respectivament. Aquests castells amb les seves corresponents demarcacions ja existien en època musulmana, pel que es pot suposar que tant Torrecelles, com el veí castell atzenetí, ja constituïen en el període islàmic sengles punts avançats i fortificats d'aquells districtes.

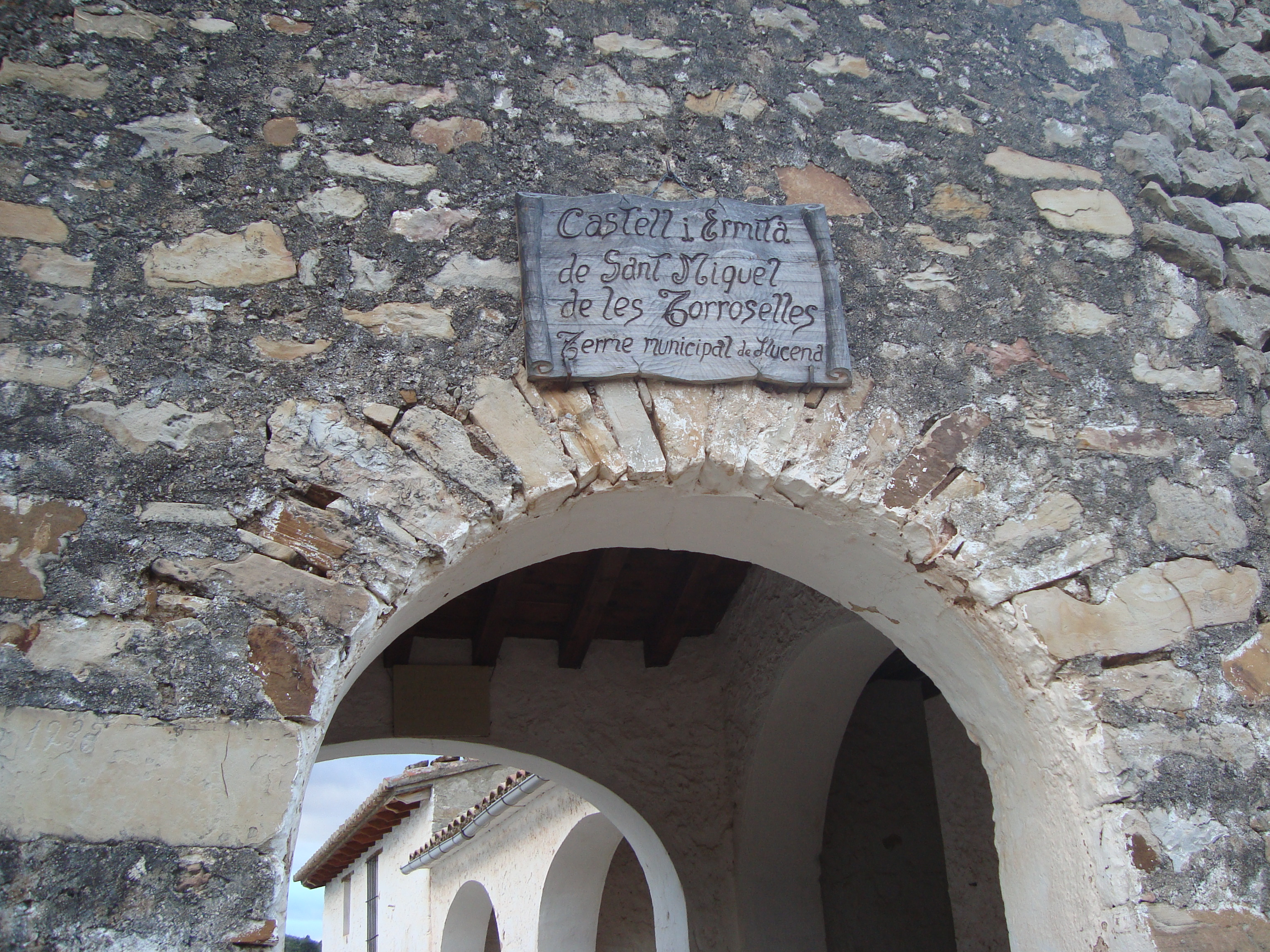
Castell de les Torrocelles (Llucena, Castelló)

El castell respon a una estructura plenament medieval, senzilla, que sembla correspondre als primers temps de la reconquesta. Es tracta d'un castell montà de planta irregular en forma de trapezi rectangle, l'altura del qual és lleugerament major que la de la seva base mitjana. La seva superfície, en un sol pla, és d'uns 500 m² i queda ben delimitada per simple muralla, formada de pedra calcària pròpia del terreny que ho circumda, sense treballar, travada, en espiga i amb ocupació de morter.
Dels quatre llenços de muralla que posseïx el castell, el del migdia és el més interessant, el qual correspon a la base major de la seva planta trapezoïdal. S'hi conserva, en el centre, una sòlida torrassa de pedra carreu, de planta pràcticament quadrada, amb dos cossos superposats, i en ella un portal amb dues arquejades que hagué de servir, en altre temps, d'entrada única al recinte. Una d'aquestes, que serveix d'accés des de l'exterior a la torre, és de belles i robustes dovelles, amb arqueria de mig punt i regulars dimensions; l'altra, que dona, des d'aquest punt, pas a l'interior del castell o pati d'armes, és de dimensions sensiblement majors, arqueria gòtica amb clau partida.
El cos superior de la torre posseïx unes sageteres o espieres que donen tant a l'exterior com a l'interior del recinte, apareixent cobert per teulada de doble vessant i teules morunes. Probablement, en la seva primera època, estigués aquesta dependència coronada de merlets. S'ascendeix a la mateixa mitjançant una tosca escala adossada a la cara interior de la muralla.